# Doug Jones (actor)
Doug Jones (Indianápolis, 24 de mayo de 1960) es un actor estadounidense especializado en mímica. Suele interpretar personajes en películas y series de televisión que necesitan de una completa caracterización.

## Biografía
Tras estudiar en una escuela católica de Indianápolis, Doug Jones se graduó en Telecomunicaciones y Teatro en la Universidad Ball State de Muncie (Indiana), en 1982. Allí se unió también por primera vez a una compañía de mimos, llamada Mime over Matter. En 1983 trabajó como contorsionista para diversos anuncios televisivos, entre ellos aquel en el que hizo su debut el personaje Mac Tonight de McDonald's.
En 1985 trasladó su residencia a California, donde permanece desde entonces y ha participado en unos 25 largometrajes, series televisivas como Buffy Cazavampiros, cerca de 90 anuncios y varios vídeos musicales de artistas como Madonna, Red Hot Chili Peppers y Marilyn Manson. No obstante, no alcanzó gran notoriedad hasta el estreno de Hellboy (2004), en el que daba vida al hombre-pez Abraham "Abe" Sapien. Durante el rodaje de Hellboy, entabló amistad con el director mexicano Guillermo del Toro, con el que trabajó en su siguiente proyecto, El laberinto del fauno, primera película en lengua no inglesa de Doug Jones. Aunque Jones aprendió un cierto nivel de español durante el rodaje, finalmente se decidió que en la versión final de la película fuese doblado. Entre sus proyectos actuales se encuentran las dos entregas de Hellboy y la secuela de Los 4 fantásticos, donde encarna a Silver Surfer en movimientos, ya que la voz la recrea otro actor (Laurence Fishburne). Jones fue elegido para protagonizar un spin-off de Silver Surfer. Cuando se reinició la franquicia de Los Cuatro Fantásticos, decidieron cancelar la película.
Participó en la serie Falling Skies, para TNT, en el personaje del líder alienígena de la raza Volm llamado "Cochise". En 2014, Jones apareció como Barrow en la serie de MTV Teen Wolf.
Doug Jones es también un productor de cine independiente y un cantautor aficionado. Está casado y tiene su residencia en Los Ángeles.
En 2015 dio vida a Jake Simmons/Deathbolt, el primer metahumano en debutar en la serie Arrow en su tercera temporada.
En 2017 formó parte del reparto de Star Trek: Discovery, interpretando al oficial científico y teniente Saru.
En 2018 interpretó al hombre anfibio en La forma del agua, de Guillermo Del Toro.

## Filmografía

### Películas
| Año  | Título                                 | Rol                                                       | Notas |
| ---- | -------------------------------------- | --------------------------------------------------------- | ----- |
| 1992 | Batman Returns                         | Pengüin's thug                                            |       |
| 1993 | Hocus Pocus                            | Billy Butchersonn                                         |       |
| 1997 | Mimic                                  | Long John #2                                              |       |
| 2000 | Las aventuras de Rocky y Bullwinkle    | FBI Agent - Carrot                                        |       |
| 2001 | Monkeybone                             | Yeti                                                      |       |
| 2002 | La máquina del tiempo                  | Spy Morlock                                               |       |
| 2002 | Hombres de negro II                    | Joey                                                      |       |
| 2002 | Adaptation                             | Augustus Margary                                          |       |
| 2004 | Hellboy                                | Abe Sapien                                                |       |
| 2005 | Doom                                   | Carmack Imp / Sewer Imp                                   |       |
| 2005 | The Cabinet of Dr. Caligari            | Cesare                                                    |       |
| 2006 | Lady in the Water                      | Tartutic #4                                               |       |
| 2006 | El Laberinto del Fauno                 | Fauno y el hombre pálido                                  |       |
| 2006 | Hellboy: Sword of Storms               | Abe Sapien (Voz)                                          |       |
| 2007 | Hellboy: Blood and Iron                | Abe Sapien (Voz)                                          |       |
| 2007 | Los 4 Fantásticos y Silver Surfer      | Silver Surfer                                             |       |
| 2008 | Quarantine                             | Hombre delgado                                            |       |
| 2008 | Hellboy 2: el ejército dorado          | Abe Sapien                                                |       |
| 2009 | My Name Is Jerry                       | Jerry                                                     |       |
| 2010 | The Butterfly Circus                   | Otto (Cortometraje)                                       |       |
| 2010 | Legion                                 | Ice Cream Man                                             |       |
| 2010 | Quantum Quest: A Cassini Space Odyssey | Zero / Razer (Voces)                                      |       |
| 2010 | Gainsbourg: A Heroic Life              | Dr. Albert                                                |       |
| 2012 | John Dies at the End                   | Robert North                                              |       |
| 2012 | Vecinos cercanos del tercer tipo       | Extraterrestre principal                                  |       |
| 2013 | Raze                                   | Joseph                                                    |       |
| 2014 | Love in the Time of Monsters           | Dr. Lincoln                                               |       |
| 2014 | Antiviral                              |                                                           |       |
| 2015 | Always Watching: Marble Hornets Story  | Slender Man                                               |       |
| 2015 | La cumbre escarlata                    | Fantasma de la madre de Edith y de la viuda señora Sharpe |       |
| 2016 | Ouija 2                                | Ghoul Marcus                                              |       |
| 2017 | Nunca digas su nombre                  | The Bye Bye Man                                           |       |
| 2017 | La forma del agua                      | Hombre anfibio                                            |       |
| 2022 | Hocus Pocus 2                          | Billy Butchersonn                                         |       |

### Televisión
| Año        | Título                              | Rol                                                                 | Notas |
| ---------- | ----------------------------------- | ------------------------------------------------------------------- | --- |
| 1991       | In Living Color                     |                                                                     | Episodio: "#2.24" |
| 1993       | Tales from the Crypt                | Contorsionista                                                      | Episodio: "Food for Thought" |
| 1993       | Silk Stalkings                      | Artie                                                               | Episodio: "Love Never Dies" |
| 1994       | The Young Indiana Jones Chronicles  | Actor de comedia física                                             | Episodio: "Indiana Jones and Hollywood Follies" |
| 1996       | Bone Chillers                       | Momia                                                               | Episodio: "Mummy Dearest" |
| 1997       | Unhappily Ever After                | Falso Kramer                                                        | Episodio: "Sternberg" |
| 1997       | The Weird Al Show                   | Contorsionista #2                                                   | 4 episodios |
| 1998       | The Outer Limits                    | Alienígena anciano / Alienígena #1 / Alienígena / Doctor alienígena | 3 episodios |
| 1998       | Kenan & Kel                         | Mesero jefe                                                         | Episodio: "Attack of the Bug Man" |
| 1999       | G vs E                              | Herb                                                                | Episodio: "Evilator" |
| 1999       | Buffy the Vampire Slayer            | Líder de los Caballeros                                             | Episodio: "Hush" |
| 2000       | Party of Five                       | Ministro                                                            | Episodio: "Blast from the Past" |
| 2000       | The Darkling                        | Amo de las sombras                                                  | Film para televisión |
| 2001       | Unsolved Mysteries                  | Gordon Page, Jr.                                                    | Episodio: "#488" |
| 2002       | CSI: Crime Scene Investigation      | Grinder                                                             | Episodio: "Revenge is Best Served Cold" |
| 2003       | The Guardian                        | Micah Oakley                                                        | Episodio: "Believe" |
| 2004       | Rock Me Baby                        | Auggie el Pulpo                                                     | Episodio: "I Love You, You Don't Love Me" |
| 2004       | Significant Others                  | Mesero                                                              | Episodio: "A Date, Fate and Jail Bait" |
| 2005, 2008 | Criminal Minds                      | Domino Thacker / Beanie                                             | 2 episodios |
| 2007       | The Dukes of Hazzard: The Beginning | Patron                                                              | Película para televisión |
| 2008       | Fear Itself                         | Grady Edlund                                                        | Episodio: "Skin & Bones" |
| 2010       | Battle Jitni: The Danger Element    | Doctor Elymas                                                       | Película para televisión |
| 2010       | Nick Swardson's Pretend Time        | Robot gay                                                           | 6 episodios |
| 2012–2013  | The Neighbors                       | Dominique Wilkins                                                   | 6 episodios |
| 2013–2015  | Falling Skies                       | Cochise                                                             | 28 episodios |
| 2013       | Comedy Bang! Bang!                  | Hombre del futuro                                                   | Episodio: "Gillian Jacobs Wears a Red Dress with Sail Boats" |
| 2013       | Sons of Anarchy                     | Corrections Officer Crane                                           | Episodio: "The Mad King" |
| 2014       | Teen Wolf                           | William Barrow                                                      | Episodio: "Galvanize" |
| 2014–2016  | The Strain                          | El Antiguo / El Maestro                                             | 6 episodios |
| 2015       | Arrow                               | Jake Simmons / Deathbolt                                            | Episodio: "Broken Arrow" |
| 2015       | The Flash                           | Jake Simmons / Deathbolt                                            | Episodio: "Rogue Air" |
| 2015       | Z Nation                            | Dan Scully                                                          | Episodio: "Roswell" |
| 2015       | The Ultimate Legacy                 | Hawthorne                                                           | Película para televisión |
| 2017       | Nazareth                            | President Glade                                                     | Película para televisión |
| 2017–2024  | Star Trek: Discovery                | Capitán Saru / Saru (mundo espejo)                                  | 52 episodios Premio Saturn para Mejor Actor de Reparto en presentación de Streaming (2019) Nominatdo — Premio Saturn para Mejor Actor de Reparto en Televisión (2018) |
| 2017–2018  | After Trek                          | El mismo                                                            | 3 episodios |
| 2018       | Star Trek: Short Treks              | Saru                                                                | Episodio: "The Brightest Star" |
| 2019–2021  | The Ready Room                      | El mismo                                                            | 4 episodios |
| 2019-2021  | What We Do in the Shadows           | Barón Afanas                                                        | 7 episodios |
| 2019       | Better Things                       | El mismo / Monstruo                                                 | 2 episodios |
| 2019       | I Am                                | Director                                                            | Episodio: "Pilot" |
| 2020       | Space Command                       | Dor Neven                                                           | 3 episodios |
| 2020       | DuckTales                           | Pato Lobo / Payaso demoníaco                                        | Voz; Episodio: "The Trickening!" |

### Web series
| Year       | Title                                               | Role                 | Notes                             |
| ---------- | --------------------------------------------------- | -------------------- | --------------------------------- |
| 2009       | Angel of Death                                      | Dr. Rankin           | 10 episodios                      |
| 2010       | Universal Dead                                      | Dr. Vataber          | 3 episodios                       |
| 2011       | Fallout: Nuka Break                                 | Mayor Conners        | 3 episodios                       |
| 2011       | Dragon Age: Redemption                              | Saarebas             | 3 episodios                       |
| 2011       | The Guild                                           | Gerald               | 2 episodios                       |
| 2012       | League of STEAM                                     | Theodore Marshall    | Episodio: "Dining with the Devil" |
| 2012–2013  | Research.                                           | Denny                | 8 episodios                       |
| 2013       | The Blockbuster Buster                              | El mismo             | Episodio: "Rocky and Bullwinkle"  |
| 2013, 2018 | Adopted                                             | Lloyd Adams          | 4 episodios                       |
| 2015       | Hell's Kitty                                        | Padre Damien         | 2 episodios                       |
| 2015       | Murder?                                             | Narrador / Eric      | 2 episodios                       |
| 2016       | Screen Junkies Movie Fights                         | El mismo             | 1 episodio                        |
| 2016       | Han Solo: A Smuggler's Trade – A Star Wars Fan Film | Gyorsho              | 1 episodio                        |
| 2017–2018  | Automata                                            | Carl Swangee         | Voz; 5 episodios                  |
| 2020       | Batman: Dying is Easy Fan Film                      | Riddler/Edward Nigma | 1 episod                          |

### Video games
| Year | Title                                     | Voice role    | Notes |
| ---- | ----------------------------------------- | ------------- | ----- |
| 2007 | Fantastic Four: Rise of the Silver Surfer | Silver Surfer |       |
| 2008 | Hellboy: The Science of Evil              | Abe Sapien    |       |

### Video clips
| Year | Title                                            | Artist         | Role               |
| ---- | ------------------------------------------------ | -------------- | ------------------ |
| 1998 | "I Don't Like the Drugs (But the Drugs Like Me)" | Marilyn Manson | Persona del pueblo |
| 1999 | "All Star"                                       | Smash Mouth    | Cabeza de Lápiz    |